# Universidade de Waseda

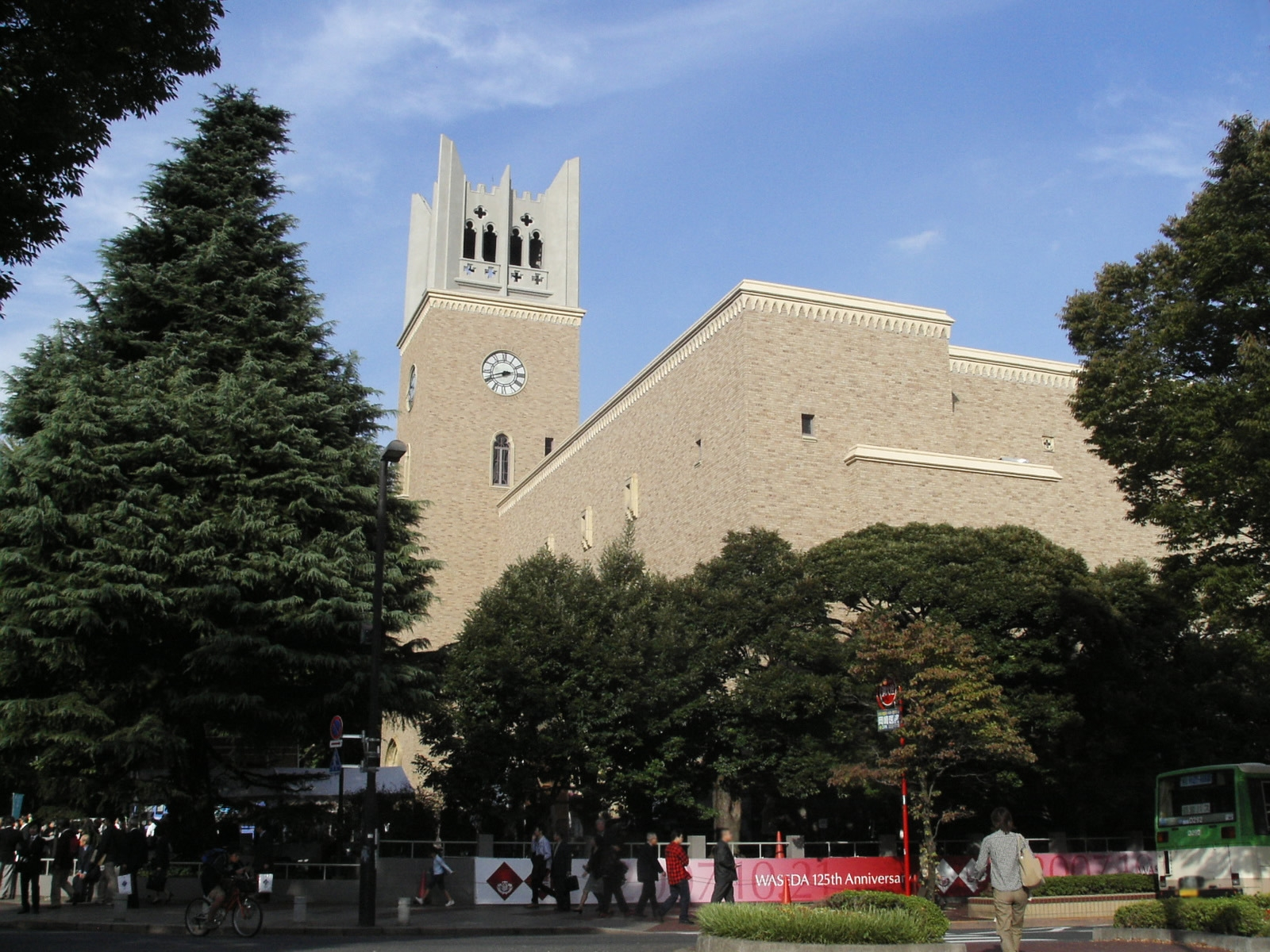
Prédio da Universidade de Waseda

A Universidade de Waseda (早稲田大学, Waseda daigaku), frequentemente chamada Sōdai (早大), é uma instituição de ensino superior particular do Japão, localizada na cidade de Tóquio.
Foi fundada em 1882, por Okuma Shigenobu, depois primeiro-ministro do Japão.